# Universidad Cadi Ayyad
La Universidad Cadi Ayyad  (del francés: Université Cadi Ayyad) (conocida también como la Universidad de Marrakech), es una universidad pública de la ciudad de Marrakech y una de las más grandes en Marruecos. Uno de sus componentes es École nationale des sciences appliquées de Marrakech (ENSA Marrakech), que fue creada en el 2000 por el Ministerio de educación superior y se especializa en ingeniería y la investigación científica. La universidad de Cadi Ayyad fue establecida en 1978 y opera 13 instituciones en las regiones Tensift Elhaouz y Abda Doukkala de Marruecos en cuatro ciudades principales, incluyendo Kalaa des Sraghna, Essaouira y Safí en adición a Marruecos.

## Docencia
La Universidad Cadi Ayyad ha establecido, desde 1978, 19 instituciones:
- Facultad de Ciencias Semlalia FSSM
- Facultad de Ciencias y Tecnología Gueliz FSTG
- Facultad de Medicina y Farmacia FMPM
- Facultad Polidisciplinaria de Safí FPS
- Facultad de Ciencias Jurídicas, Económicas y Sociales de Marrakech FSJES
- Facultad de Ciencias Jurídicas, Económicas y Sociales de Kelaa des Sraghna FSJESK
- Facultad de Letras y Ciencias Humanas FLSHM
- Facultad de Lengua Árabe de Marrakech MENTIRA
- Escuela Nacional de Ciencias Aplicadas de Marrakech ENSA-M
- Escuela Nacional de Ciencias Aplicadas de Safí ENSA Safi
- Escuela Nacional de Comercio y Gestión de Marrakech ENCG
- Escuela Normal Superior de Marrakech ENS
- Escuela Superior de Tecnología de Essaouira ESTE
- Escuela Superior de Tecnología ES Safí
- Escuela Superior de Tecnología de El Kelaa Des Sraghna ESTK
- Centro de Carreras
- Centro de Estudios de Doctorado
- Centro de Innovación Educativa PIC
- Ciudad de la Innovación de Marrakech CIM

## Astronomía
Bajo el proyecto Morocco Oukaimeden Sky Survey (MOSS), la universidad de Marrakech descubrió dos grandes cometas y un Objeto próximo a la Tierra. El asteroide (200020) Cadi Ayyad está nombrado por esta universidad. El primer descubrimiento fue de un cometa el 25 de noviembre de 2011 usando un telescopio 500 mm en el observatorio Oukaimeden y el segundo cometa, con el nombre de C/2012 CH17 MOSS, fue descubierto el 13 de febrero de 2012. Un objeto cercano a la Tierra fue descubierto la noche del 15 al 16 usando el telescopio MOSS.